# Krnice, Hrastnik
Krnice este o localitate din comuna Hrastnik, Slovenia, cu o populație de 114 locuitori.